# 적기훈장

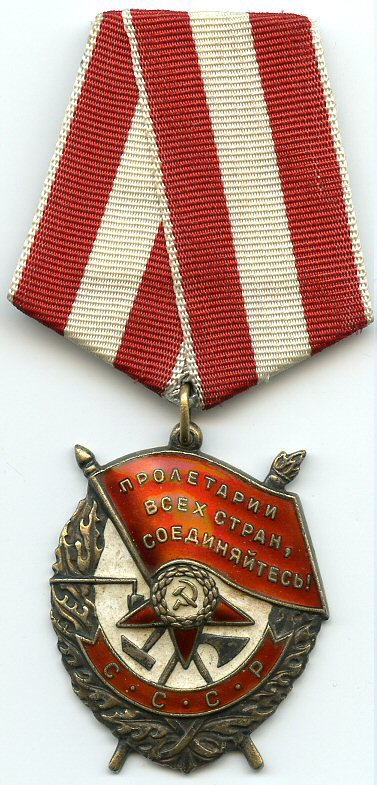

적기훈장(러시아어: Орден Крaсного Знамени)은 소련 최초의 군사훈장이다. 러시아 내전이 아직 끝나지 않았던 1918년 9월 16일 전러시아 중앙집행위원회의 의결로 제정되었다. 이 훈장은 러시아 소비에트 연방 사회주의 공화국(RSFSR)에서 가장 높은 훈장이었으며, 이후 RSFSR이 소련으로 변한 뒤에도 1930년 레닌 훈장이 제정될 때까지 최고 등급 훈장이었다.
수훈 대상은 전쟁터에서 특출난 영웅성, 용기, 우수성을 보여준 이들이었다. 개인 뿐 아니라 군부대, 도시, 군함, 정치사회단체, 국영기업 등에도 수훈되었다. 나중에는 전투에 참여한 적이 없어도 복무 20년차, 30년차가 되면 수여해 주는 근속상의 성격을 갖게 되었다.

## 같이 보기
- 소련의 상훈
- 레닌 훈장
- 노동적기훈장